# Shaadi Karke Phas Gaya Yaar
Shaadi Karke Phas Gaya Yaar (wörtl.: Ich bereue meine Heirat) ist ein Bollywood-Film, der in Indien 2006 erschienen ist.

## Handlung
Ayaan stammt aus einer Mittelschicht-Familie und besitzt eine Autowerkstatt. Eines Tages trifft er beim Bummeln das Model Ahana und verliebt sich in sie. Als sie nach einiger Zeit ihr Auto in seine Werkstatt bringt, ist er überglücklich und beschließt ihr Herz zu gewinnen. Dazu benutzt er Ahanas Tagebuch, das er in ihrem Auto fand. Er liest es durch und kennt nun all ihre Vorlieben und Gewohnheiten. Nun braucht er nichts mehr zu tun, außer ihr zu zeigen, dass er dieselben hat, und schon ist Ahanas Herz erobert. Sie macht sogar als erste einen Heiratsantrag. Ihre Mutter ist mit der Wahl ihrer Tochter unzufrieden, denn sie wünscht, dass Ahana zu einer erfolgreichen Schauspielerin oder Model wird. Trotzdem heiratet das junge Paar bald. Da Ahana aus einer reichen Familie mit modernen Ansichten stammt, fühlt sie sich unwohl in der traditionsbewussten Familie von Ayaan. Sie und Ayaan fangen an zu streiten, und als Ahana schwanger wird, will sie deshalb abtreiben. Aber sie traut sich nicht, weil Ayaan sich sehr auf das Kind freut. Doch dann passiert ein Unfall, und sie verliert das Kind. Ayaan ist aber sicher, dass sie eine Abtreibung gemacht hat. Nur dank seiner Mutter versöhnen sie sich wieder. Aber nicht für lange: sehr bald entdeckt Ahana ihr Tagebuch, das in Ayaans Zimmer versteckt war, und begreift, dass er sie angelogen hat. Sie provoziert wieder einen Streit und verlässt das Haus. Bald wird aber klar, dass sie wieder schwanger ist, und ihre Mutter versucht, sie zu einer Abtreibung und einer neuen Heirat mit einem reichen Mann zu überreden. Als Ayaan über die Schwangerschaft erfährt, kommt der Fall vor Gericht, wo er die Richter bittet, die Abtreibung zu verbieten, weil er das Kind behalten und großziehen will. Die Richter entscheiden, dass Ahana das Kind für Ayaan gebären muss, was sie auch tut. Doch nach der Geburt fällt es ihr nicht leicht Ayaan für immer zu verlassen.